# Distrito da Alta Lusácia da Baixa Silésia
O Distrito da Alta Lusácia da Baixa Silésia ou da Alta Lusácia Baixo-Silesiana (em alemão:  Niederschlesischer Oberlausitzkreis) foi um distrito (kreis ou landkreis) da Alemanha localizado na região de Dresden, no estado da Saxônia.

## História
A partir de 1 de agosto de 2008, o antigo distrito de Niederschlesischer Oberlausitzkreis foi unido ao antigo distrito de Löbau-Zittau e a antiga cidade independente de Görlitz para formar o novo distrito de Görlitz.